# Желтуринское сельское поселение
Се́льское поселе́ние «Желтуринское» (бур. Зэлтэрын hомон) — муниципальное образование в Джидинском районе Бурятии Российской Федерации.
Административный центр — село Желтура.

## История
Статус и границы сельского поселения установлены Законом Республики Бурятия от 31 декабря 2004 года № 985-III «Об установлении границ, образовании и наделении статусом муниципальных образований в Республике Бурятия»

## Население
| 2002 | 2011 | 2012 | 2013 | 2014 | 2015 | 2016 |
| ---- | ---- | ---- | ---- | ---- | ---- | ---- |
| 705  | ↘551 | ↘545 | ↘523 | ↘516 | ↘490 | ↘465 |
| 2017 | 2018 | 2019 | 2020 | 2021 | 2023 | 2024 |
| ↘461 | ↗467 | ↗468 | ↘464 | ↘439 | ↘422 | ↗423 |

## Состав сельского поселения
| № | Населённый пункт | Тип населённого пункта       | Население |
| - | ---------------- | ---------------------------- | --------- |
| 1 | Желтура          | село, административный центр | ↘427      |
| 2 | Мельница         | посёлок                      | ↘0        |
| 3 | Тэнгэрэк         | село                         | ↘124      |